# Ambohibary (Anjozorobe)
Ambohibary  is een plaats en commune in het centrum van Madagaskar, behorend tot het district Anjozorobe, dat gelegen is in de regio Analamanga. Tijdens een volkstelling in 2001 telde de plaats 15.530 inwoners.